# Plegmund
Plegmund est un prélat anglais mort le 2 août 914 ou 923. Il est le dix-neuvième archevêque de Cantorbéry, de 890 à sa mort. Après une période troublée pour l'archevêché, Plegmund s'efforce de rétablir son autorité en créant de nouveaux diocèses dans le sud de l'Angleterre et en œuvrant à un renouveau des lettres. Il participe au chantier de traductions du latin vers le vieil anglais initié par le roi Alfred le Grand. Considéré comme un saint, il est fêté le 2 août.

## Biographie
Plegmund est d'ascendance mercienne, et c'est à peu près tout ce que l'on sait de ses origines. D'après une tradition remontant au XIIIe siècle, il vit en ermite à Plemstall, dans le Cheshire, où une source porte encore son nom aujourd'hui. Il possède une réputation d'érudit qui attire l'attention du roi Alfred le Grand. Ce dernier le convoque à sa cour avant 887 et le charge de travailler sur la traduction de la Regula Pastoralis de Grégoire le Grand avec trois autres religieux.

Carte des diocèses d'Angleterre après les créations de Plegmund.

Plegmund est le candidat d'Alfred pour la succession au siège de Cantorbéry en 890. Il s'écoule un certain temps entre la mort de son prédécesseur Æthelred, en 888, et son élection, un délai que des sources ultérieures attribuent au refus de Grimbald, un moine flamand qui aurait été choisi en premier pour succéder à Æthelred,. Plegmund reçoit le pallium du pape Formose. L'archevêque de Reims Foulques le Vénérable salue son arrivée au pouvoir, qui permettra selon lui d'éradiquer les dernières traces de paganisme dans la population anglaise.
Le diocèse de Cantorbéry traverse une période troublée, et Plegmund s'efforce de rétablir son autorité. Entre 909 et 918, il fonde plusieurs nouveaux sièges épiscopaux à Crediton, Ramsbury, Sherborne et Wells, à partir de l'ancien diocèse de Winchester. Cette division permet à chaque comté du royaume de Wessex de bénéficier de son propre évêque : à Crediton pour le Devon et les Cornouailles, à Ramsbury pour le Wiltshire, à Sherborne pour le Dorset et à Wells pour le Somerset, le Hampshire restant sous la juridiction de Winchester. Un certain renouveau se produit dans les lettres : les scribes de Plegmund utilisent un latin bien meilleur que ceux de ses prédécesseurs Ceolnoth et Æthelred.
L'annulation des consécrations épiscopales de Formose par son successeur Serge III contraint Plegmund à se rendre en personne à Rome en 908 pour y faire la demande d'un nouveau pallium, ainsi que pour recevoir l'approbation du pape pour son projet de redécoupage diocésal. Il est le premier archevêque de Cantorbéry à se rendre à Rome en près d'un siècle. Il en ramène les reliques de saint Blaise.

À la mort d'Alfred, en 899, Plegmund sacre son fils Édouard l'Ancien. Il participe aux synodes du nouveau roi en 901, 903, 904 et 909. Il meurt un 2 août, soit en 914 soit en 923,. Son culte ne se développe qu'à partir du XIIIe siècle, avec une fête le 2 août. 

## Bibliographie

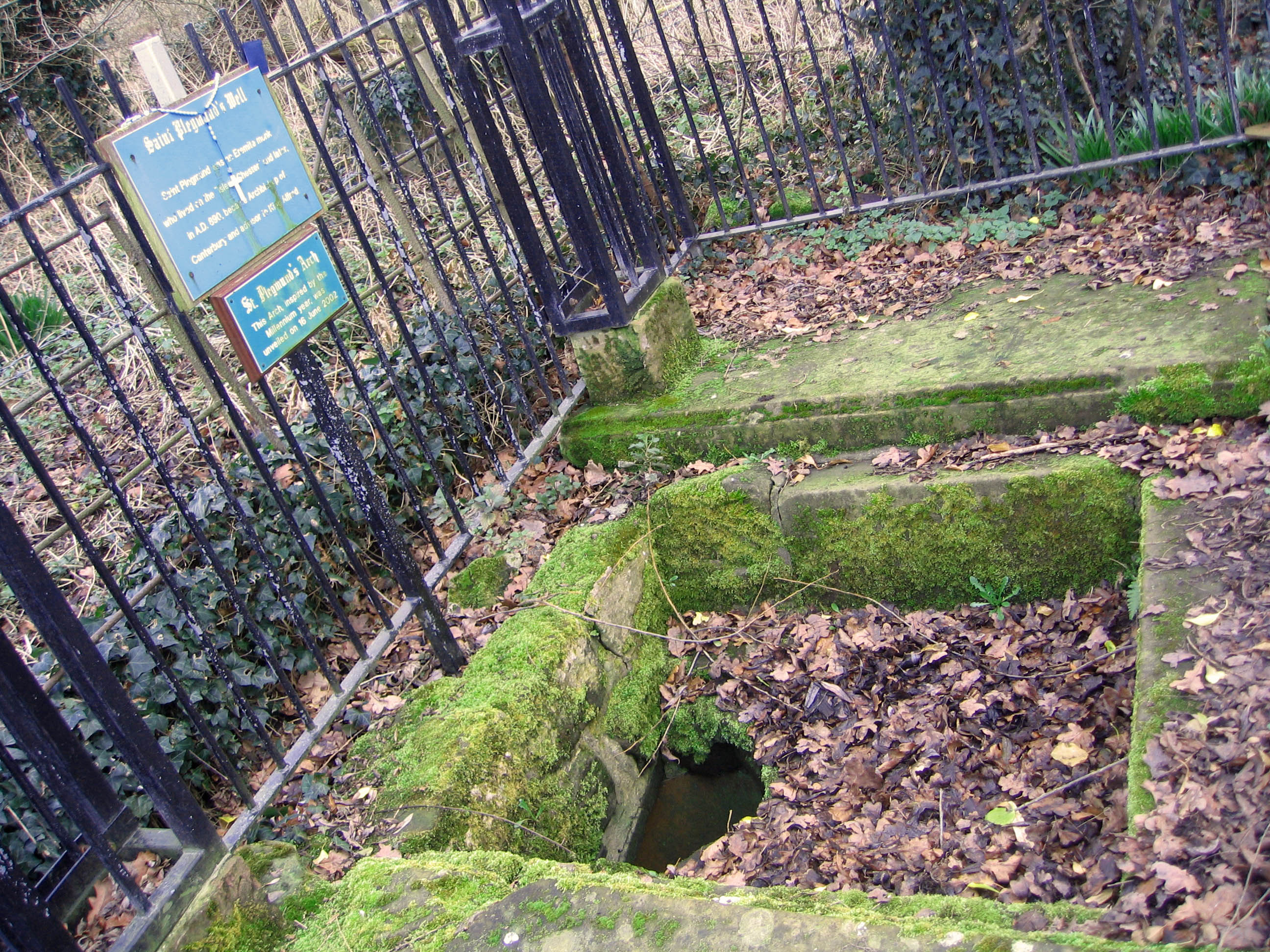
La source de saint Plegmund à Plemstall.